# Puebla de los Infantes
Puebla de los Infantes är en kommun i Spanien.   Den ligger i provinsen Provincia de Sevilla och regionen Andalusien, i den sydvästra delen av landet, 300 km söder om huvudstaden Madrid. Antalet invånare är 3 159.